# Traité d'Andrinople (1829)
Pour les articles homonymes, voir Traité d'Andrinople.
Voir aussi la paix d'Andrinople signée le 17 février 1568 entre l'Empire ottoman et Maximilien II d'Autriche et le traité d'Andrinople conclu en 1713 entre l'Empire ottoman et Pierre Ier de Russie

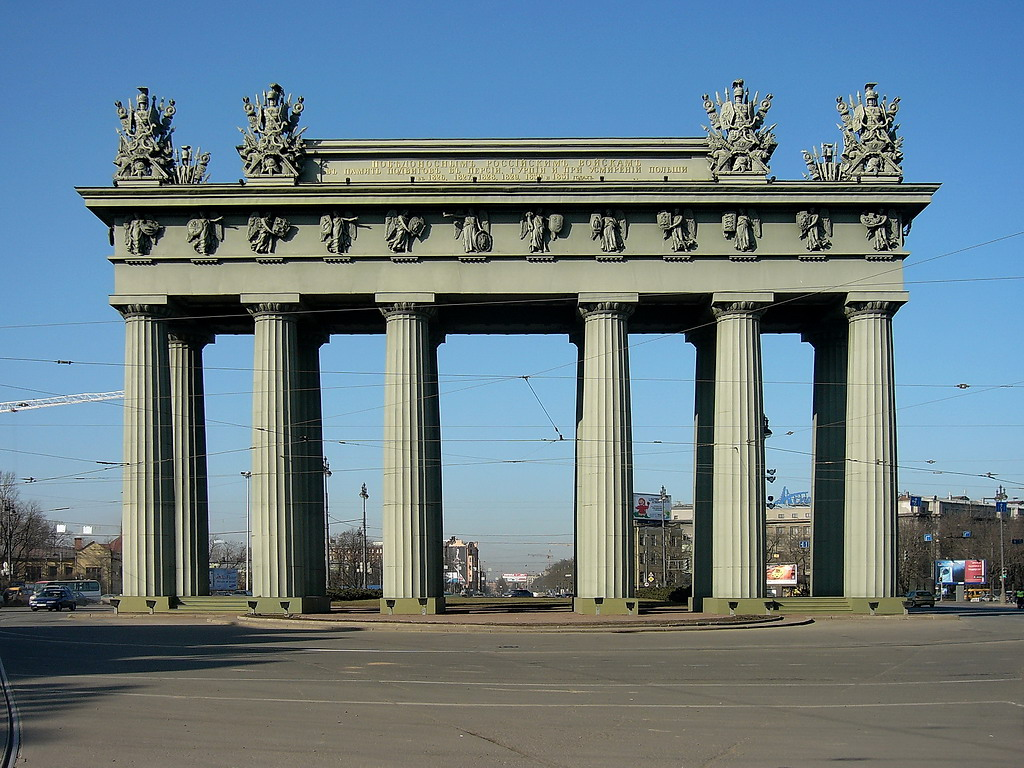
L'arc de triomphe de Moscou fut érigé en 1834 pour célébrer la victoire de la Russie.

Le traité d'Andrinople (actuellement Edirne en Turquie) est signé le 14 septembre 1829 entre l'Empire ottoman et la Russie. Il met fin à un conflit commencé en 1828 entre les deux puissances.

## Clauses
Par ce traité, la Russie obtient d'importants avantages tant à l'est qu'à l'ouest de la mer Noire.
À l'est, elle se voit reconnaître la souveraineté sur la rive orientale de la mer Noire, la Circassie, l'actuelle Géorgie, et une grande partie du territoire actuel de l'Arménie. Cela débouche plus tard sur le nettoyage ethnique des Circassiens.
À l'ouest, la Russie, qui occupait la Bessarabie depuis 1812, annexe le delta du Danube, tandis que la Valachie récupère les ports danubiens de Turnu Măgurele, Giurgiu et Brăila, et la Serbie voit son autonomie accrue et reconnue.

## Suites
De leur côté, les insurgés grecs, qui étaient en partie à l'origine de cette guerre russo-ottomane (par solidarité entre nations orthodoxes), n'obtenaient pas encore l'indépendance pour leur pays, mais la voyaient poindre à l'horizon, ce qui fut entériné en juillet 1832 par le traité de Constantinople.